# Scytodes apuecatu
Scytodes apuecatu är en spindelart som beskrevs av Cristina A. Rheims och Antonio D. Brescovit 2006. Scytodes apuecatu ingår i släktet Scytodes och familjen spottspindlar. Inga underarter finns listade i Catalogue of Life.